# Oana Borș
Oana Doina Borș (født 27. november 2003 i Baia Mare, Rumænien) er en kvindelig rumænsk håndboldspiller, der spiller for CS Minaur Baia Mare i Liga Naţională og Rumæniens kvindehåndboldlandshold.
Hun blev udtaget til landstræner Adrian Vasiles trup ved VM i kvindehåndbold 2021 i Spanien, hvor det rumænske hold blev nummer 13.